# Altvioolconcert nr. 1 (Jacob)
Het Altvioolconcert nr. 1 in c mineur is een compositie van Gordon Jacob.
Jacob liet zich voor dit concert voor altviool en symfonieorkest inspireren door de internationaal bekende altviolist Lionel Tertis. Het was het eerste werk dat Jacob in concertovorm zou schrijven. Hij kwam met een eendelig werk, dat drie secties kent: Allegro moderato – Cadens – Allegretto scherzando. In deze vorm voldoet het dan ook aan de klassieke driedelige vorm voor een concert in tempi snel-langzaam-snel. Tertis zou het werk echter niet als eerste uitvoeren, de première was weggelegd voor de veel minder bekende Bernard Shore, een leerling van Tertis. Na een uitvoering tijdens een concert in het kader van Royal College of Music Patron's Fund met het London Symphony Orchestra onder leiding van Adrian Boult, vond de echte première plaats tijdens een Promsconcert. Shore voerde het op 23 september 1926 uit in de Queen's Hall, begeleid door de New Queen's Hall Orchestra onder leiding van de componist zelf. Succesvol werd het werk niet. Er zijn weinig uitvoeringen bekend, waaronder  een uitvoering in 1977, waarbij Jacob de solopartij gedeeltelijk herzag en toen ook pas het werk opdroeg aan Shore.
Recensies naar aanleiding van de uitgave via Dutton Vocalion deelden het werk in op de grens van romantiek en neoclassicisme. In dezelfde recensies is Jacobs idee terug te vinden om de klankkleuren van de altviool (enerzijds mannelijk, anderzijds zachtaardig en zingend) te laten horen.
Jacob zou pas veel later in 1979 zijn tweede altvioolconcert opleveren. In de tussentijd had zij voor vele andere solo-instrumenten een concerto geschreven.
Orkestratie:
- altviool solo
- 2 dwarsfluiten, 2 hobo’s, 2 klarinetten, 2 fagotten
- 4 hoorns, 2 trompetten, 3 trombones, 1 tuba
- pauken, harp
- violen, altviolen, celli, contrabassen